# أسل مكسيكي
الأسَل المكسيكي (باللاتينية: Juncus mexicanus) هو نوع نباتي ينتمي إلى جنس الأسل من الفصيلة الأسلية.

## البيئة والانتشار
موطنه جنوب غرب الولايات المتحدة والمكسيك.